# Единая всероссийская спортивная классификация
Еди́ная всеросси́йская спорти́вная классифика́ция (ЕВСК) — нормативный документ, определяющий порядок присвоения и подтверждения спортивных званий и разрядов в Российской Федерации. Определяет нормы, выполнение которых необходимо для присвоения званий и разрядов для всех официально признанных видов спорта. В СССР действовала Единая Всесоюзная спортивная классификация. Первая ЕВСК в России была введена в 1994 году, она была рассчитана на период до 1996 года. Для летних видов спорта действует ЕВСК 2014—2017 гг., для зимних — ЕВСК 2015—2018 гг.

## Общие положения
ЕВСК является единственным нормативным документом, определяющим порядок присвоения официальных спортивных званий и разрядов и требования к спортсменам, претендующим на эти звания. ЕВСК формируется в соответствии с Всероссийским реестром видов спорта и перечнем видов спорта, признанных Министерством спорта Российской Федерации.
ЕВСК определяет нормативы, которые должен выполнить спортсмен для получения звания. Также ЕВСК устанавливает условия, в которых эти нормативы должны выполняться: уровень соревнований, квалификацию судей, уровень противников. Требования устанавливаются индивидуально для каждого вида спорта, с учётом как его специфики, так и уровня развития данного вида в Российской Федерации.
ЕВСК разрабатывается и принимается сроком на четыре года. Может действовать одновременно несколько редакций ЕВСК, если они определяют требования к разным видам спорта.

## Разряды и звания

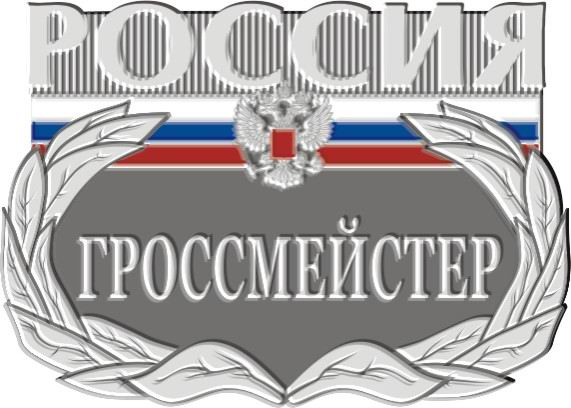
Нагрудный знак гроссмейстера России

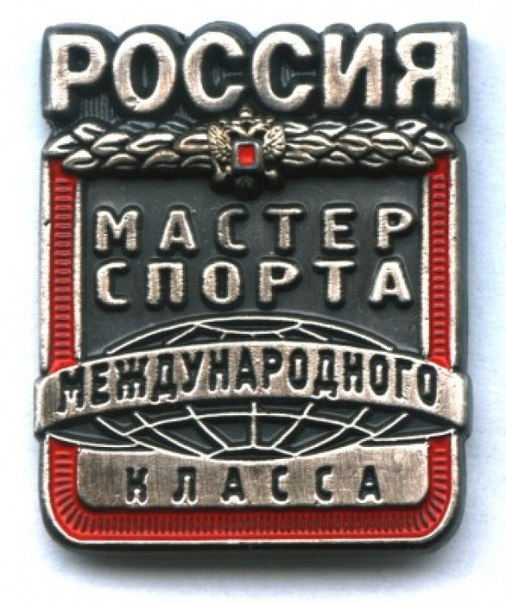
Нагрудный знак мастера спорта международного класса

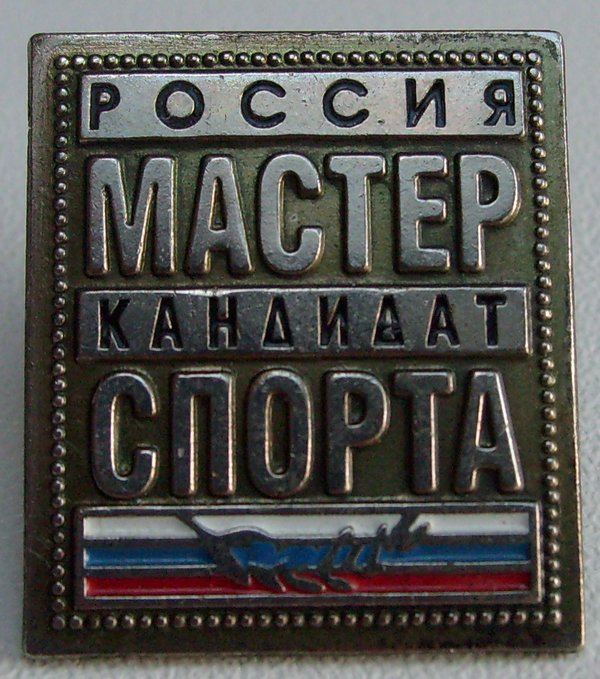
Нагрудный знак кандидата в мастера спорта России

Система спортивных званий и разрядов является единой для всех видов спорта. Предусматриваются следующие звания и разряды спортсменов (в порядке убывания):
Спортивные звания:
- Заслуженный мастер спорта России (ЗМС)
- Мастер спорта России международного класса (МСМК): Гроссмейстер России
- Мастер спорта России (МС)

Спортивные разряды:
- Кандидат в мастера спорта России (КМС)
- 1-й спортивный разряд
- 2-й спортивный разряд
- 3-й спортивный разряд
- 1-й юношеский разряд
- 2-й юношеский разряд
- 3-й юношеский разряд

## Требования и порядок присвоения званий
- Основанием для присвоения разряда или звания является достижение определённого объективно измеримого результата спортивной деятельности. В качестве таковых могут быть признаны:
  1. Занятие определённого места при выступлении в официальном соревновании, предусмотренном нормативами.
  2. Достижение заданного нормативами количества побед над соперниками соответствующего звания или разряда. Учитываются победы, достигнутые в течение последнего года, только в официальных соревнованиях, уровень которых соответствует нормативам.
  3. Выполнение количественных нормативов, в тех видах, где таковые возможны (например, тяжёлая атлетика) на официальных соревнованиях соответствующего нормативам уровня.
- Каждое звание (разряд) предусматривают определённый минимальный возраст спортсмена, с которого данное звание может быть присвоено.
- Для присвоения звания МСМК или «Гроссмейстер России» спортсмен обязан участвовать за Россию в международных соревнованиях соответствующего уровня.
- Для соревнований, по результатам которых присуждаются звания и разряды, устанавливаются нормы по уровню, составу участников, необходимому количеству судей определённой категории, необходимому количеству соперников, количеству игр, поединков, выступлений в основной и предварительной (отборочной) части соревнования.
- Для международных соревнований, по результатам которых присваиваются высшие звания, определяется необходимое минимальное количество стран-участниц.
- Высшие звания (МСМК, Гроссмейстер России) утверждаются Федеральным агентством по физической культуре и спорту. Более низкие звания и разряды присваиваются спортсменам региональными или местными (в зависимости от звания или разряда) исполнительными органами по физической культуре и спорту.
- Спортивные звания присваиваются только гражданам Российской Федерации.
- Спортивные разряды должны подтверждаться не реже одного раза в 2-3 года (спортивный разряд Кандидат в Мастера Спорта присваивается на 3 года).

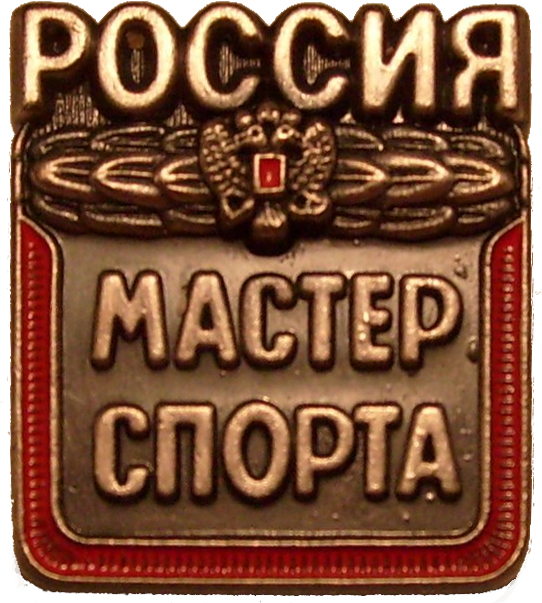
Нагрудный знак Мастер спорта России
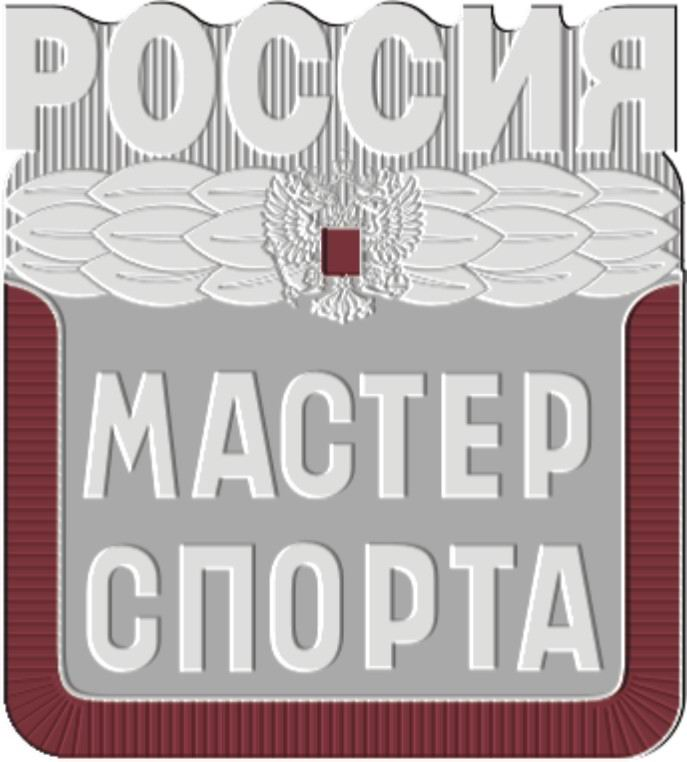
Нагрудный знак Мастер спорта России
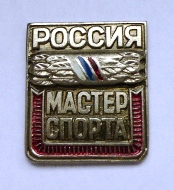
Нагрудный знак Мастер спорта России